# 马丁·施米特

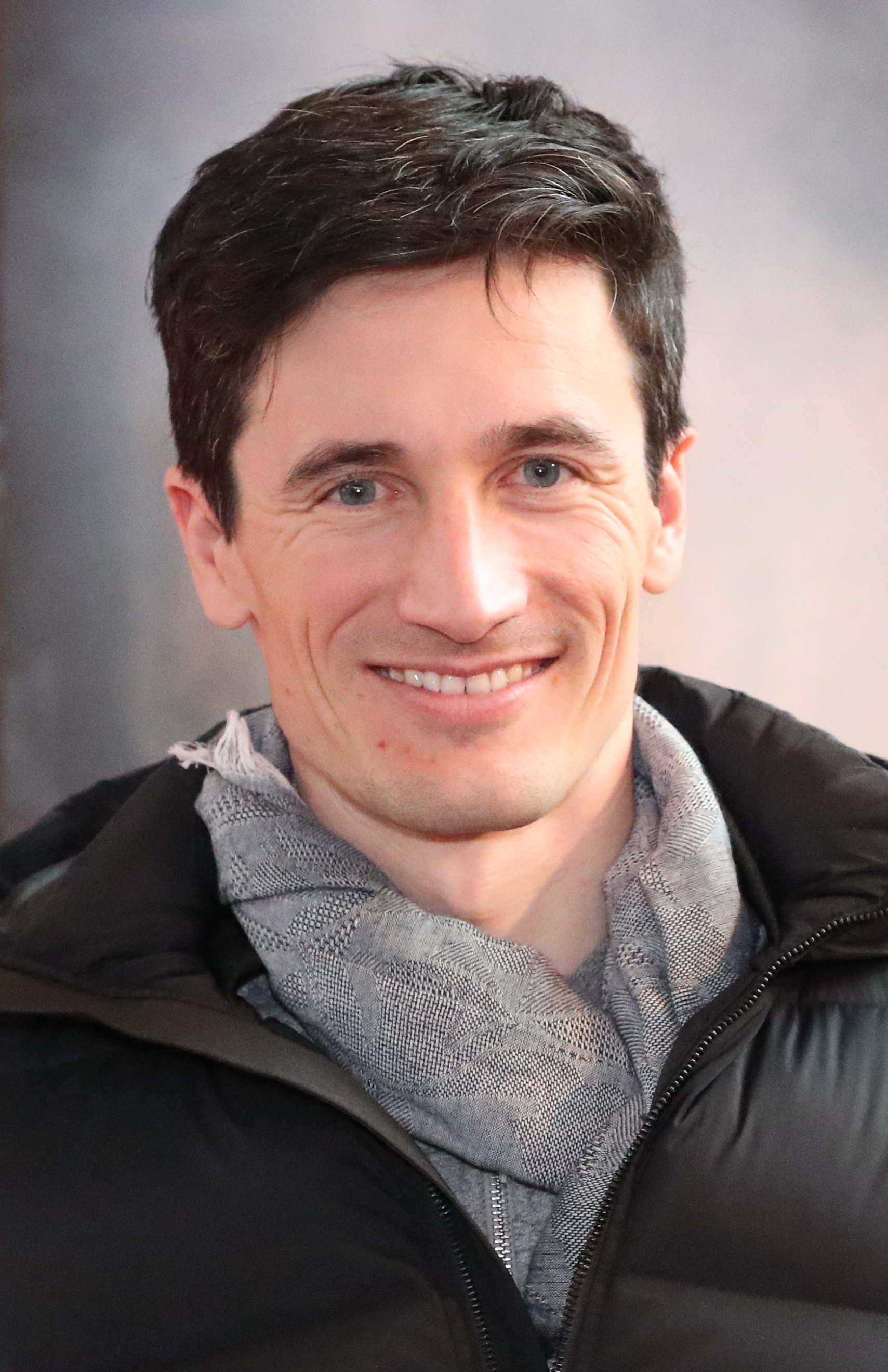
马丁·施米特 (2018年)

马丁·施米特（德語：Martin Schmitt，1978年1月29日—），德国男子跳台滑雪运动员。他曾代表德国参加1998年、2002年、2006年和2010年冬季奥林匹克运动会跳台滑雪比赛，获得一枚金牌和二枚银牌。